# Doku Zavgaev
Doku Zavgaev (originalmente do Disrito do Alto Terek) é um antigo líder comunista da República Socialista Soviética Autônoma da Tchetchênia-Inguchétia. Depois de ter sido deposto por Djokhar Dudaiev em 1991, Zavgaev deixou a república, anunciando publicamente que ele retornaria. Em meados de 1994, Zavgaev conseguiu convencer tanto o presidente da Rússia, Boris Iéltsin e os chefes dos "ministérios de força" que a Federação Russa deveria intervir ativamente na Tchetchênia, onde ele foi nomeado como chefe-de-estado por Moscou até a derrota das forças russas. Após 1996, foi nomeado embaixador da Rússia na Tanzânia. Atualmente é vice-ministro das Relações Exteriores e diretor-geral do MFA russo.